# ابوفارس موسی
ابوفارس موسی (انگلیسی: Musa ibn Faris al-Mutawakkil; نامشخص – ۱۳۸۶) سلطان مرینیان مراکش از سال ۱۳۸۴ تا ۱۳۸۶ میلادی بود.